# Chemistry of Natural Compounds
Chemistry of Natural Compounds (abgekürzt Chem. Nat. Compd.) ist eine zweimonatlich im Peer-Review-Verfahren bei Springer Science+Business Media erscheinende wissenschaftliche Fachzeitschrift. Die Zeitschrift erschien erstmals 1964 und behandelt die Struktur natürlicher chemischer Verbindungen sowie chemische Eigenschaften biologischer Familien, Gattungen und Arten. Es handelt sich um die englische Übersetzung von Chimija prirodnych sojedineni (russisch Химия природных соединений, wiss. Transliteration Chimija prirodnych soedinenij, ISSN 0023-1150). Der Impact Factor lag 2022 bei 0,8. Chefredakteur ist Shamansur Sh. Sagdullaev von der Akademie der Wissenschaften der Republik Usbekistan.